# Nadeschda Wladimirowna Tschischowa
Nadeschda Wladimirowna Tschischowa (russisch Надежда Владимировна Чижова; * 29. September 1945 in Ussolje-Sibirskoje in der Oblast Irkutsk, Sowjetunion) ist eine ehemalige sowjetische Leichtathletin und Olympiasiegerin.

## Leben und Karriere
Tschischowa dominierte ab Mitte der 60er bis Mitte der 70er Jahre die europäische Szene im Kugelstoßen. In ihrer sportlichen Laufbahn verbesserte sie den Weltrekord neunmal und gewann die Goldmedaille im Kugelstoßen bei den Europameisterschaften in den Jahren 1966, 1969, 1971 und 1974.
Bei den XIX. Olympischen Spielen 1968 in Mexiko gewann sie die Bronzemedaille hinter den beiden DDR-Deutschen Margitta Gummel (Gold) und Marita Lange (Silber). Bei den XX. Olympischen Spielen 1972 in München war sie in Höchstform und gewann die Goldmedaille vor Margitta Gummel (Silber) und der Bulgarin Iwanka Christowa (Bronze). Zum Abschluss ihrer sportlichen Karriere gab sie, den Höhepunkt ihrer Leistungsfähigkeit schon überschritten, bei den XXI. Olympischen Spielen 1976 in Montréal noch einmal Alles und gewann die Silbermedaille hinter Iwanka Christowa (Gold) und vor der Tschechoslowakin Helena Fibingerová (Bronze).